# Азимутальная проекция
Азимутальная проекция — одна из важнейших картографических проекций.
В азимутальной проекции параллели нормальной сетки есть концентрические окружности, а меридианы — их радиусы, расходящиеся из общего центра параллелей под углами, равными разности долгот. Каждая точка на карте имеет тот же самый азимут по отношению к среднему меридиану, который эта же точка имеет со средним меридианом на сфере.
Нормальные азимутальные проекции применяются для карт полярных стран, для Арктики и Антарктиды.